# 孔斑尖鼻魨
孔斑尖鼻魨為輻鰭魚綱魨形目四齒魨亞目四齒魨科的其中一種，為熱帶海水魚，分布於西印度洋海域，棲息深度可達92公尺，棲息在礁石區，生活習性不明。